# Piotr Morgunow (2018)
Piotr Morgunow (Пётр Моргунов) – rosyjski duży okręt desantowy z początku XXI wieku, drugi okręt projektu 11711. Zbudowany i zaprojektowany w Rosji, wszedł do służby w Marynarce Wojennej Rosji w 2020 roku. Nosi numer burtowy 117.

## Historia
Marynarka Wojenna ZSRR przywiązywała dużą wagę do operacji desantowych i posiadała liczną flotę okrętów desantowych, z których najnowsze zostały zbudowane tuż przed rozpadem ZSRR w 1991 roku (budowanego w Polsce projektu 775). W większości były to klasyczne średnie lub duże okręty desantowe, przeznaczone do wyładunku ciężkiej techniki wojskowej wprost na plażach. Zbudowano jedynie trzy większe okręty projektu 1174, które miały ograniczone możliwości wysadzania desantu za pomocą kutrów desantowych lub czterech śmigłowców, przy pozostawieniu możliwości wyładunku na plaży, lecz typ ten nie okazał się udany i nie był budowany w większej liczbie. Okręty te budowane były od 1978 roku w stoczni Jantar w Królewcu, a skonstruowane były w Newskim Biurze Projektowo-Konstrukcyjnym.
Marynarka Wojenna Federacji Rosyjskiej odziedziczyła większość okrętów po marynarce radzieckiej i przez dłuższy czas z powodu trudności finansowych nie budowała nowych jednostek, natomiast szereg starszych wycofano. Pierwszym nowym projektem rosyjskich okrętów desantowych, który doczekał się realizacji, stał się projekt 11711, również zaprojektowany w Newskim Biurze Projektowo-Konstrukcyjnym w Petersburgu. 1 kwietnia 2004 roku Ministerstwo Obrony zawarło umowę na budowę pierwszego okrętu „Iwan Grien” z opcją na drugi ze stocznią Jantar w Królewcu. Budowa prototypu znacznie się przeciągała z przyczyn finansowych i wodowano go dopiero w maju 2012 roku. Projekt w tym czasie uproszczono w celu obniżenia kosztów, między innymi w zakresie rezygnacji z części uzbrojenia i wyposażenia elektronicznego. W październiku 2010 roku Ministerstwo Obrony zdecydowało o zamówieniu drugiego okrętu, lecz nie uruchomiono początkowo finansowania, więc stocznia jedynie przystąpiła do prac przygotowawczych, pod numerem budowy 01302.
Stępkę pod budowę drugiego okrętu położono 11 czerwca 2015 roku. Kadłub uroczyście wodowano 25 maja 2018 roku. Otrzymał on imię generała Piotra Morgunowa, dowódcy obrony lądowej Floty Czarnomorskiej podczas II wojny światowej, kawalera Orderu Nachimowa I klasy.

## Skrócona charakterystyka
Okręty desantowe proj. 11711 przeznaczone są do transportu i desantowania wojsk razem z techniką wojskową, również bezpośrednio na nieprzygotowanej plaży. Architektura okrętów jest odmienna od dotychczas budowanych lub eksploatowanych w ZSRR i Rosji okrętów desantowych, wyróżniających się nadbudówką w części rufowej, gdyż mają one główną nadbudówkę z pomostem nawigacyjnym w przedniej części śródokręcia i drugą niższa nadbudówkę z hangarem w części rufowej. Pod tym względem przypominają sylwetką współczesne fregaty, mając przy tym nachylone ściany boczne dolnych kondygnacji nadbudówek, łączące się pod kątem z burtami. Na samej rufie jest lądowisko dla śmigłowca. Na nadbudówce dziobowej umieszczony jest niski maszt kratownicowy służący jako podstawa radaru, a na rufowej wyższy obudowany maszt w formie graniastosłupa. Na dziobie jest furta dziobowa do ładowni, a na rufie wrota doku. Okręty mogą dokonywać desantu za pomocą kutrów desantowych z doku lub śmigłowców.
Jednostki mogą transportować 380 żołnierzy i 13 czołgów lub 36 transporterów opancerzonych, albo 1500 ton ładunku. Przenoszą dwa śmigłowce transportowo-szturmowe Ka-29 lub jeden szturmowy Ka-52. Mogą również służyć do stawiania min. Załoga liczy 100 osób.
Wyporność podawana jest jako 6000 ton (bez bliższego sprecyzowania). Długość całkowita wynosi 120 m, szerokość 16,5 m, a zanurzenie 5 m.
Uzbrojenie artyleryjskie stanowią dwa 6-lufowe zestawy artyleryjskie obrony bezpośredniej kalibru 30 mm Ak-630M oraz jeden nowszy 12-lufowy kalibru 30 mm AK-630M2 Duet. Uzupełniają je dwa karabiny maszynowe 14,5 mm.
Napęd stanowią dwa silniki wysokoprężne o mocy po 5200 KM. Prędkość maksymalna wynosi 18 węzłów, a zasięg 3500 Mm przy prędkości 16 w.

## Służba
Jeszcze przed wejściem do służby okręt wziął udział w paradzie na Newie w Petersburgu 26 lipca 2020 roku z okazji Dnia Floty. „Piotr Morgunow” wszedł do służby i uroczyście podniósł banderę rosyjską 23 grudnia 2020 roku w Królewcu. Został wcielony następnie do 121. Brygady Okrętów Flotylli Kolskiej Floty Północnej. Pierwszym dowódcą został kapitan 2 rangi (komandor por.) Wiaczesław Sołowiow. 30 stycznia 2021 roku okręt przypłynął z Bałtyku do bazy Floty Północnej w Siewieromorsku. W lipcu 2021 roku z grupą okrętów Floty Północnej popłynął czasowo na Bałtyk do Petersburga, biorąc tam między innymi udział w paradzie z okazji Dnia Floty.
W styczniu 2022 roku wraz z dwoma starszymi okrętami desantowymi („Oleniegorskij gorniak” i „Gieorgij Pobiedonosiec”) został przerzucony z dalekiej Północy na Morze Czarne, w celu wzięcia udziału w inwazji Rosji na Ukrainę.